# Піхотна дивізія «Вільдфлеккен»
Піхотна дивізія «Вільдфлеккен» (нім. Infanterie-Division Wildflecken) — піхотна дивізія Вермахту за часів Другої світової війни. Участі в бойових діях не брала.

## Історія
Піхотна дивізія «Вільдфлеккен» сформована 17 квітня 1944 року у ході 26-ї хвилі мобілізації у IX-му військовому окрузі на навчальному центрі Вільдфлеккен (нім. Truppenübungsplatz Wildflecken) поблизу Бад-Кіссінгена, як «дивізія-тінь» (нім. Schatten-Division). 19 червня 1944 року дивізія була перекинута до Італії в розпорядження групи армій «C», де частка її підрозділів була спрямована на посилення 232-ї піхотної дивізії Сухопутних військ, а в липні 1944 року решта її підрозділів остаточно пішла на посилення 715-ї піхотної дивізії, що зазнала серйозних втрат у боях з союзниками.

## Склад
| 1944                                  |
| ------------------------------------- |
| 1-й гренадерський полк «Вільдфлеккен» |
| 2-й гренадерський полк «Вільдфлеккен» |
| артилерійський дивізіон               |
| інженерний батальйон                  |